# Camisia flagellata
Camisia flagellata är en kvalsterart som först beskrevs av Berlese 1888.  Camisia flagellata ingår i släktet Camisia och familjen Camisiidae. Inga underarter finns listade.